# Trio Ivoire
Das Trio Ivoire ist ein Trio des World Jazz, das 1999 von dem Jazzpianisten Hans Lüdemann gegründet wurde.

## Geschichte
Im Rahmen einer Solo-Tournee durch Westafrika lernte Lüdemann 1998 den Balafon-Spieler Aly Keïta kennen und arbeitete daraufhin ein Jahr mit ihm zusammen. Nach einem Jahr gründeten sie 1999 verstärkt um den Schlagzeuger Steve Argüelles das Trio Ivoire. In dieser Besetzung nahm das Trio zwei Alben auf: das selbstbetitelte Debütalbum (Enja, 2000) und Touching Africa (RISM/Alive, 2006). Im Jahr 2007 stieg Argüelles aus und wurde durch Chander Sardjoe ersetzt. Auf dem Harare International Festival of the Arts gab das Trio 2007 und 2008 Konzerte mit der Sängerin und Mbiraspielerin Chiwoniso Maraire, die auch auf Konzerten in Deutschland und dem dritten Album Across the Oceans mitwirkte.
Im Februar 2012 spielte das Trio in Hamburg ein Konzert mit der NDR Bigband unter der Leitung von Geir Lysne, das auch im NDR gesendet wurde. Sardjoe blieb bis 2012 Teil des Trios, mit dem er 2009 das Werk Across the Oceans aufnahm, bevor Christian Thomé als neuer Schlagzeuger in der Bandbiographie einstieg. 2018 gab die Band mehrere Konzerte mit Dobet Gnahoré.

## Stil
In einer Besprechung des Albums Timbuktu beschrieb Hans Hielscher von Spiegel Online den Stil als „eine reizvolle Fusion von afrikanischen und europäischen Klängen und Rhythmen“.

## Rezeption
In der Nachberichterstattung zu einem Auftritt hielt die Neue Ruhr Zeitung fest:

„Stellenweise wird ein schier rasendes Tempo erreicht. Da hat das Publikum erhebliche Mühe, den Takt mitzuklatschen. Je virtuoser Keita mit seinen Schlägeln das Instrument bearbeitet, desto beeindruckter sind die Zuhörer. Faszinierend ist die Harmonie, die zwischen den unterschiedlichen Musikern herrscht. Unübersehbar der Spaß, den die drei an ihrer Musik haben - das gegenseitige Anlachen, das Eingehen aufeinander.“

In einer Besprechung des 2017er-Werks Desert Pulse hieß es:

„Es bedarf einer gewissen surrealistischen Souveränität, einer poetischen Freiheit, diese Instrumente zusammenzubringen, und nur selten stehen solche Begegnungen unter einem so freundlichen Sternenhimmel.“

## Diskografie
- 2000: Trio Ivoire (Enja)
- 2006: Touching Africa (RISM/Alive)
- 2009: Across the Oceans (Enja)
- 2014: Timbuktu (Intuition Records)
- 2017: Desert Pulse (Intuition Records, mit Ballaké Sissoko und Reiner Winterschladen)[7]
- 2020: Enchanted Forest (Intuition Records, sowie mit Tamara Lukasheva, Simin Tander, Amanda Becker, Alexandra Grimal, Lisa Wulff)